# Phạm Văn Trà
Phạm Văn Trà (sinh ngày 19 tháng 8 năm 1935, xã Phù Lãng, thị xã Quế Võ, tỉnh Bắc Ninh) là một chính khách Việt Nam, Anh hùng lực lượng vũ trang nhân dân Việt Nam (năm 1976), ông mang quân hàm Đại tướng và từng là Bộ trưởng Bộ Quốc phòng Việt Nam từ năm 1997 đến năm 2006, Tổng Tham mưu trưởng Quân đội nhân dân Việt Nam (1995 - 1997), Ủy viên Bộ Chính trị khóa VIII, IX.

## Tiểu sử
Năm 1953, 18 tuổi, Phạm Văn Trà tham gia Quân đội nhân dân Việt Nam, phục vụ với vai trò là lính thông tin.
Năm 1956, ông là đảng viên của Đảng Lao động Việt Nam.
Năm 1964, ông là một trong những người chỉ huy của lực lượng đầu tiên tiếp viện cho chiến trường U Minh. Năm 1964 đến hết chiến tranh, ông là một sĩ quan Quân Giải phóng miền Nam Việt Nam của lực lượng vũ trang miền Tây.
Năm 1973, ông là Trung đoàn trưởng Trung đoàn 1 Quân khu 9, dưới quyền Đại tá Lê Đức Anh.
Từ tháng 12 năm 1975 đến năm 1977, ông lần lượt giữ chức Tham mưu trưởng Sư đoàn 4, rồi Sư đoàn phó kiêm Tham mưu trưởng Sư đoàn 330, Quân khu 9.
Từ tháng 9 năm 1978, ông về học tại Học viện Quân sự cấp cao. Đến tháng 8 năm 1980, ông là Sư đoàn trưởng Sư đoàn 330, tham chiến tại Campuchia. Tháng 3 năm 1983, ông là Phó Tư lệnh Mặt trận 979.
Từ năm 1985 đến 1988, ông giữ chức vụ Phó Tư lệnh kiêm Tham mưu trưởng Quân khu 9. Tháng 6 năm 1988, ông được điều về giữ chức vụ Phó Tư lệnh Quân khu 3.
Từ năm 1989 đến 1993, ông giữ chức Tư lệnh Quân khu 3. Đến tháng 12 năm 1993, ông được cử làm Phó Tổng Tham mưu trưởng; từ tháng 12 năm 1995, ông là Thứ trưởng Bộ Quốc phòng, kiêm Tổng Tham mưu trưởng Quân đội nhân dân Việt Nam, hàm Trung tướng. Đến tháng 12 năm 1997, ông được phân công giữ chức vụ Bộ trưởng Bộ Quốc phòng thay tướng Đoàn Khuê nghỉ hưu.
Ông là Ủy viên Ban Chấp hành Trung ương Đảng Cộng sản Việt Nam khóa VII (1991-1996).
Ông là Ủy viên Bộ Chính trị, Ban chấp Trung ương Đảng khóa VIII (1996-2001), khóa IX (2001-2006), Đại biểu Quốc hội liên tiếp 3 khóa IX, X, XI.
Ngày 28 tháng 6 năm 2006 ông được Quốc hội miễn nhiệm chức vụ Bộ trưởng Bộ Quốc phòng.
Ông được phong hàm Thiếu tướng 1987, Trung tướng 1993, Thượng tướng năm 1999, Đại tướng năm 2003.

## Khen thưởng
- Anh hùng lực lượng vũ trang nhân dân (1976).[4]
- Huân chương Hồ Chí Minh.
- Huân chương Quân công hạng Nhất.
- 2 Huân chương Quân công hạng Nhì.
- Huân chương Kháng chiến hạng Nhất.
- Huân chương Chiến công hạng Nhất.
- 2 Huân chương Chiến công hạng Nhì.
- 2 Huân chương Chiến công hạng Ba.
- 3 Huân chương Chiến công giải phóng hạng Nhất.
- 3 Huân chương Chiến công giải phóng hạng Nhì.
- 2 Huân chương Chiến công giải phóng hạng Ba.
- Huân chương Chiến sĩ giải phóng hạng Nhất.
- Huân chương Chiến sĩ giải phóng hạng Nhì.
- Huân chương Chiến sĩ giải phóng hạng Ba.
- Huy chương Quân kỳ quyết thắng.
- Huân chương Chiến sĩ vẻ vang hạng Nhất, Nhì, Ba.
- Huân chương Tự do hạng Nhất của Nhà nước CHDCND Lào (02/03/2005).[6]
- Huân chương Bảo vệ Tổ quốc Hạng Nhất của Vương quốc Campuchia.
- Huy hiệu 65 năm tuổi Đảng (2022).[7]

## Kỷ luật
Hội nghị Ban Chấp hành Trung ương Đảng Cộng sản Việt Nam khóa VIII, lần thứ 11 (lần 2) đã họp tại thủ đô Hà Nội từ ngày 13 tháng 3 đến ngày 24 tháng 3 năm 2001; Quyết định kỷ luật Khiển trách về trách nhiệm quản lý đối với Phạm Văn Trà - Uỷ viên Bộ Chính trị, Bộ trưởng Bộ Quốc phòng (Cùng với Lê Văn Dũng) (Trích Nghị quyết Hội nghị TƯ VIII.11.2),vì chưa làm tròn chỉ đạo, ngăn chặn sau vụ phi công cựu Việt Nam Cộng Hoà Lý Tống cướp một chiếc máy bay nhỏ tại Thái Lan sang Thành phố Hồ Chí Minh, thả hơn 50.000 truyền đơn.

## Lịch sử thụ phong quân hàm
| Cấp bậc | Thiếu tướng | Trung tướng | Thượng tướng | Đại tướng |  |  |  |  |  |  |  |  |
|         |             |             |              |           |  |  |  |  |  |  |  |  |